# Пицка, Эрих
Э́рих Пи́цка (нем. Erich Pizka; 10 декабря 1914, Фрайштадт — 22 ноября 1996, Линц) — австрийский валторнист, композитор и музыкальный педагог. Эрих Пицка — отец Ханса Пицки (род. 1942), известного валторниста, педагога и музыкального издателя.

## Краткая биография
Эрих Пицка некоторое время брал уроки игры на скрипке, но как валторнист и композитор был самоучкой. В 1939 году он получил место валторниста в оркестре государственного театра Линца (сейчас — Брукнеровский оркестр Линца), но вскоре был призван на военную службу. Большую часть Второй мировой войны он провёл во французском Меце, играя в оркестре военно-воздушных сил, а также в местных театральных оркестрах.
После войны он вернулся в Линц, где снова играл в оркестре государственного театра Линца, а также преподавал в консерватории Антона Брукнера (сейчас — Частный университет Антона Брукнера). Кроме того, он организовал ансамбль валторнистов, для которого занимался сочинением и аранжировкой пьес.
В 1969 году он оставил работу в оркестре, но до 1979 года продолжал преподавать в консерватории.

## Некоторые издания
- Pizka, Erich: Hornfibel: für Waldhorn. — Weitere Informationen (Werk, Herausgeber, Inhalt, Verlag usw.) — Reischl Musikverlag.
- Pizka, Erich: 24 Original-Quartette Band 1 : für 4 Hörner Partitur und Stimmen. — Weitere Informationen (Werk, Herausgeber, Inhalt, Verlag usw.) — Hans Pizka Verlag.